# Уруми (язык)
Уруми (Urumi) — мёртвый язык, относящийся к языковой семье тупи, который раньше был распространён на истоках середины реки Мадейра района реки Мармелос в штате Рондония в Бразилии.